# Texas (Unternehmen)
Texas (voller Name Texas Andreas Petersen) ist ein dänisches Unternehmen in der Rechtsform A/S. Es wurde im Jahr 1960 gegründet, die Hauptniederlassung befindet sich in der Stadt Odense. Die Wirtschaftsauskunftei Dun & Bradstreet gibt an, dass das Unternehmen 75 Mitarbeiter am Stammsitz beschäftige und knapp 19 Mio. US-Dollar Umsatz erwirtschafte.
Zum Portfolio gehören benzingetriebene Kraftfahrzeuge wie Aufsitzmäher ebenso wie Holzspalter, Hochdruckreiniger, handgeführte Kehrmaschinen, Kettensägen oder Laubbläser. Eigenen Angaben zufolge wird der Großteil der Produkte in den beiden eigenen Werken hergestellt.